# Nathaniel Carl Goodwin
Nathaniel Carl Goodwin (25 de julho de 1857, Boston, Massachusetts – 31 de janeiro de 1919,Nova Iorque) foi um ator norte-americano.